# Ши Цзунь
Ши Цзунь (спрощ.: 石遵; піньїнь: Shí Zūn; помер 349) — імператор Пізньої Чжао періоду Шістнадцяти держав. Пробув на троні лише 183 дні.

## Життєпис
Був сином Ши Ху. Коли останній після смерті Ши Ле 333 року поставив на трон Ши Хуна, то змусив того зробити всіх своїх синів князями — Ши Цзунь став «Ціським князем». 334 року Ши Ху сам зайняв престол, а 337 року понизив усіх своїх синів (окрім старшого Ши Суя) в ранзі до ґунів — Ши Цзунь став Пенчен-гуном. Ши Суй був оголошений спадкоємцем престолу, а його мати, Чжен Інтао, стала імператрицею, втім згодом Ши Суй був страчений за планування змови проти батька, імператриця Чжен була понижена в ранзі.
Коли 348 року Ши Ху стратив другого спадкоємця престолу — Ши Сюаня — за те, що той убив власного брата Ши Тао, то знову постало питання про спадкоємця престолу. Придворний Чжан Чай зумів переконати Ши Ху зробити спадкоємцем наймолодшого свого сина — Ши Ши.
Влітку 349 року, коли Ши Ху був уже при смерті, незважаючи на те, що первинно він планував зробити регентами своїх синів Ши Цзуня й Ши Біня, Чжан Чай та імператриця Лю зуміли підробити укази, відповідно до яких Ши Біня було страчено, а Ши Цзуня заслано до Гуаньчжуну. Після сходження Ши Ши на престол, вдова-імператриця Лю зайняла пост регента й почала керувати країною разом із Чжан Чаєм. Однак Ши Цзунь за підтримки деяких генералів прибув до столиці, міста Ечен, убив Чжан Чая та повалив Ши Ши, забравши трон собі. Ши Ши отримав титул «Цяоський князь», а Лю стала княгинею Цяо. Втім невдовзі за наказом імператора їх було страчено.
Ши Цзунь проголосив спадкоємцем престолу Ши Яня — сина Ши Біня, чим розчарував свого прийомного племінника Ши Міня. Тим не менше останній очолив сили, що їх Ши Цзунь спрямував проти свого брата Ши Чуна, який звинуватив Ши Цзуня у вбивстві законного правителя Ши Ши. Після розгрому Ши Чуна Ши Мінь зажадав більшої влади, проте Ши Цзунь йому відмовив. Відчуваючи слабкість центрального уряду, генерали на місцях поступово почали дистанціюватись від центру, а Рання Янь і Східна Цзінь — планувати вторгнення.
Ши Цзунь зібрав під егідою вдови-імператриці Чжен інших князів й оголосив їм про свій намір стратити Ши Міня. Чжен виступила проти цього, й Ши Цзунь поступився, втім Ши Цзянь повідомив Ши Міня про плани Ши Цзуня, й той вирішив діяти на випередження: він повалив і стратив Ши Цзуня, а на трон посадив Ши Цзяня.